# Il morto che uccide
Il morto che uccide (Le Mort qui tue) è un film muto del 1913 diretto da Louis Feuillade. Terza avventura sullo schermo di Fantomas, genio criminale, il film è composto da sei episodi che vennero distribuiti separatamente.

## Produzione
Il film fu prodotto dalla Société des Etablissements L. Gaumont.

## Distribuzione
Il film venne distribuito diviso in sei parti. La prima uscita si ebbe in Messico il 6 novembre 1913. Il 29 novembre, fu presentato in prima a Parigi e poi, nel marzo 1914, negli Stati Uniti, distribuito dall'Apex Film Company.